# نيقولاي نيقولايفيش تزفليف
نيقولاي نيقولايفيش تزفليف مواليد 1925 (بالإنجليزية: Nikolai Nikolaievich Tzvelev)‏ هو عالم نبات روسي.